# 杉浦哲平
杉浦哲平（すぎうらてっぺい、男性）は日本の映像監督、映像作家、アートディレクター、デザイナー、俳優、舞台美術家。

## 来歴
- 2015年、えのもとぐりむプロデュースの舞台「やわらかいパン」で役者デビュー
- 2016年12月　アート集団アンチクライヒトを立ち上げ、代表に就任
- 2017年5月　HIU共同主催「ホリエモン展」開催
- 2918年8月、撮影スタジオを持ったクリエーションチーム「ANTI.LAB」を設立[1]し、代表に就任。
- 2019年、自身初となるMV監督作品 高瀬統也「I can't stop loving you」を制作。
- 2019年2月1日、写真家・オモタニカオリら名古屋を拠点に活動する様々なジャンルのアーティストと共に名古屋のアイコン・永田レイナをモデルに作品を創作する共同製作プロジェクト「月刊ナガタレイナ」をスタート
- 2020年2月1日、「月刊ナガタレイナ」をアートプロジェクト「ANTI-R (アンチアール)」に改名
- 2023年　第6回チラシデザイン大賞で大賞を受賞[2](16号室「フィクション」)
- 2024年8月8日  自身プロデュースのカフェ「THE TWiNS 1921」オープン[3]

## 人物
映像監督をメインに、アートディレクション、デザイン、写真家、舞台美術、空間デザイン等、広くの創作活動を行っている。同じく名古屋を拠点とするアーティスト高瀬統也とは関わり合いも深く、MV制作のほかアルバムタイトルの発案、アートワークやステージ装飾、ツアーグッズに至るまであらゆるデザインを担当。

## 作品

### ミュージックビデオ(監督作品)

#### 岩佐一成
- アイリス(2023年11月28日)
- 愛loveユー(2024年10月19日)
- MEMORY(2024年10月15日)
- ジェットコースター(2025年7月17日)

#### ELBRUNCH
- WALK IN THE SKY(2022年1月13日)
- あまえんぼう(2024年5月21日)

#### OS☆U
- 恋するカヌレ(2023年6月18日)

#### O2
- ブルーバード～冒険者達へ～(2023年9月4日)

#### Qaijiff
- 調律のされていないピアノみたいに(2025年2月16日)

#### GreenWorld × TOLAND
- Great Luck(2024年10月07日)

#### 6EYES
- 時代とおれは本格的に関係なくなってきた(2023年1月17日)

#### JAKIN,STEREON,ARM STRONG,MASATAKA,bay4k(SCARS),CORN HEAD,VENM,DJ G-FRESH
- SCUA(2023年8月10日)

#### Skip the Chips
- MAMMA MIA(2025年1月3日)

#### 正志郎
- RAW LOVE(2022年1月22日)

高瀬統也
- All or Nothing(2020年7月15日)
- Please kiss me like a diary（feat.佐藤文哉、2020年8月30日）
- Tears Tears(2020年11月3日)
- 備忘録 Self Cover Ver.(アニメーションver.、2020年12月31日)
- 栞(アニメーションver. 2021年6月9日)
- FAKER(2021年9月1日)
- どうして(feat.野田愛実、2022年2月8日))
- Make you high(2022年5月8日)
- I’ll be right there(2022年6月13日)
- MINT(2022年9月3日)
- 13月1日(2022年11月29日)
- I can't stop loving you(2023年1月21日)
- らりるれ(2023年3月7日)
- FAKE LOVER(2023年6月8日)
- タイムレス(feat.茉ひる、2023年12月25日)
- 日日(2024年1月24日)
- 愛℃(2024年3月19日)
- 質恋 (feat.まつり、2024年6月26日)
- 備忘録 Self Cover Ver.(2024年8月17日)
- さよならおまじない(feat.ロザリーナ、2025年5月14日)
- Spyder(2025年7月8日)

高瀬統也,江𤒹生 Anson Kong
- 白愛(2023年11月15日)

#### 高瀬統也,れん
- でも、(2023年12月20日)

高瀬統也, SHIROSE(WHITE JAM)
- カレンダー(2024年4月15日)

#### ツチヤチカら
- ハ・み・デ・た 金玉(2020年10月9日)
- 金玉の村(2021年4月1日)

#### TENYU
- MATTOKE(2022年12月26日)

#### ナツノコエ
- ナイトフライト(2021年1月28日)

#### 星見りか
- Digital Tatoo(2020年12月4日)
- ポルノハブ(2021年4月5日)
- KAGEROU(2021年8月25日)
- 豆腐メンタル(2022年3月22日)

#### MINAMIND
- MIND STONE(2023年4月3日)

#### 山崎マイキ
- スーパーフラッシュ(2021年8月31日)

#### RYKEY & MONTANA JOE CARTER
- ur choice - Freestyle(2021年7月16日)

#### レオリfrom あぬえぬえ∞ぶれいん
- CANDY(2022年10月26日)

### ミュージックビデオ(参加作品)

#### D Smoke & MU-TON
- SUPA (Prod. GATTEM G JONES) アニメーション(2023年1月22日)

### テレビ・企業関連
- Shéller20SS　広告動画
- ZIP-FM「CRASH HOUSE」キービジュアル
- テニスラウンジCM
- 株式会社 銀の森コーポレーションPV「銀の森のおしごと」
- REEASTROOM　プロモーションムービー(2019年)
- 小説　Z李「飛鳥クリニックは今日も雨」ティザー(2023年)
- 美容室TABOO PV(2024年)

### アートワーク

#### 高瀬統也
- Now the Won(2020年9月2日)
- MEMO RANDUM(2021年6月9日)
- Stay with me(2021年11月26日)
- 13月1日(2022年1月31日)
- MINT(2022年8月10日)
- らりるれ(2022年10月23日)
- 1st Album「13月2日」(配信2022年12月7日,CD&DVD 2023年1月25日)
- FAKE LOVER(2023年6月8日)
- poisonous "B"(2023年8月26日)
- 質恋 feat.まつり(2024年6月26日)
- Darlin' Haney Love(2025年1月15日)

高瀬統也,江𤒹生 Anson Kong
- 白愛(2023年11月15日)

#### YOAKE,高瀬統也
- ねぇ、どうして(2025年2月19日)

### 公演フライヤー(宣伝美術)
東海ラジオプロデュース
- 十二人の怒れる男(2025年)

ZIP FM
- CRASH CAST#01
- CRASH CAST#02
- CRASH CAST#03
- CRASH CAST#04
- CRASH CAST#05

#### 劇団あおきりみかん
- 宮野木(2022年)

#### まつプロ
- 部屋に流れる時間の旅(2021年)
- さよなら演劇ちゃん(2022年)
- 父と暮せば(2023年)

#### 劇団癖者
- 私、めんどくさい(2021年)
- みんな、大好きだったっしょ！
- やさしい夜のはなし(2024年)

#### 伊沢勉の会
- ニュートンのゆりかご(2021年)

## 参加作品
| タイトル                            | 開催期間            | 会場               | 主催                     |
| ----------------------------------- | ------------------- | ------------------ | ------------------------ |
| ANTI CRY HITO展                     | 2016年12月3日-27日  | 大須ダイコクビル5F | アンチクライヒト         |
| ホリエモン展                        | 2017年5月6日        | 大須観音ビル5F     | アンチクライヒト,HIU共同 |
| HE IS UNDESIRABLE.                  | 2017年5月13日       | 大須観音ビル5F     | アンチクライヒト         |
| 月刊ナガタレイナ写真展「first run」 | 2019年11月22日-24日 | SPAZIO RITA        | ANTI-R                   |
| 写真展「Religions」                 | 2022年5月2日-5日    | Music Bar Perch    | ANTI-R                   |

| タイトル                                | 脚本                  | 演出               | 公演日              | 会場                    | 主催   | 担当                |
| --------------------------------------- | --------------------- | ------------------ | ------------------- | ----------------------- | ------ | ------------------- |
| Lonely Countdown-ロンリーカウントダウン | 杉浦哲平              | 杉浦哲平           | 2017年10月7日       | 金山 Club SARU          |        | 脚本・演出          |
| ラクダ                                  | 八代将弥a.k.a.SABO    | 八代将弥a.k.a.SABO | 2020年3月1日-22日   | G/Pit                   | 16号室 | 総合美術            |
| 沈殿タイ                                | 八代将弥a.k.a.SABO    | 八代将弥a.k.a.SABO | 2021年5月1日-23日   | G/Pit                   | 16号室 | 総合美術            |
| かもめ                                  |                       |                    |                     | 千種文化小劇場          |        | 舞台美術, 衣装      |
| FICTION                                 | 八代将弥a.k.a.SABO    | 八代将弥a.k.a.SABO | 2022年8月6日-7日    | 愛知県芸術劇場 小ホール | 16号室 | 総合美術            |
| THE BEE                                 | 野田秀樹,Colin Teevan | 八代将弥a.k.a.SABO | 2022年11月16日-17日 | 愛知県芸術劇場 小ホール | 16号室 | 総合美術            |
| プールと14日間                          | 永田レイナ,杉浦哲平   | 杉浦哲平           | 2023年6月17日-18日  | G/Pit                   | ANTI-R | 脚本,演出, 宣伝美術 |
| CRASH CAST4                             |                       |                    | 2024年9月28日       | 中日ホール              | ZIP-FM | 総合美術            |

| タイトル | 脚本              | 監督     | 公開日        | 放送局              | 担当      |
| -------- | ----------------- | -------- | ------------- | ------------------- | --------- |
| 千千千円 | 八代将弥,杉浦哲平 | 杉浦哲平 | 2022年3月26日 | テレビ愛知ネバーTV2 | 脚本,監督 |

| タイトル                                 | 公演期間             | 主催     | 担当               |
| ---------------------------------------- | -------------------- | -------- | ------------------ |
| TAKASE TOYA JAPAN TOUR 2024「愛℃」       | 2024年5月3日-6月22日 | TTT inc. | 総合美術           |
| TAKASE TOYA 愛'll TOUR 2024 in Hong Kong | 2024年11月16日       | TTT inc. | アートディレクター |

#### テレビ
| タイトル                             | 公開日   | 放送局     | 担当         |
| ------------------------------------ | -------- | ---------- | ------------ |
| ネバーTV                             | 2021年   | テレビ愛知 | ディレクター |
| 千原ジュニアの愛知あたりまえワールド | 2023年～ | テレビ愛知 | ディレクター |

## 出演作品
| タイトル                                                                      | 脚本               | 演出               | 公演日              | 会場                           | 主催団体                   |
| ----------------------------------------------------------------------------- | ------------------ | ------------------ | ------------------- | ------------------------------ | -------------------------- |
| やわらかいパン                                                                |                    |                    | 2015年9月           | G/pit                          | えのもとぐりむプロデュース |
| ソウサイノチチル                                                              | えのもとぐりむ     | えのもとぐりむ     | 2016年4月14日-17日  | 愛知県芸術劇場 小ホール        | ぐりむの法則               |
| 沈殿タイ                                                                      | 八代将弥           | 八代将弥           | 2016年9月29日       | 愛知県芸術劇場 小ホール        | room 16                    |
| コウの花嫁                                                                    | えのもとぐりむ     | えのもとぐりむ     | 2016年8月11日-14日  | 名古屋市千種文化小劇場ちくさ座 | ぐりむの法則               |
| イヌマチ                                                                      | 八代将弥a.k.a.SABO | 八代将弥a.k.a.SABO | 2017年11月6日-12日  | 星ヶ丘ボウル内特設会場         | 名古屋山三郎一座           |
| ラクダ                                                                        | 八代将弥a.k.a.SABO | 八代将弥a.k.a.SABO | 2018年10月26日-29日 | G/pit                          | 16号室                     |
| 若手演出家コンクール 2019 舞台公演 「時計仕掛けの始まりと 80 グラムシティー」 |                    |                    | 2019年3月           | 下北沢 劇 小劇場               | 日本演出家協会             |
| カメレオンラプソディ                                                          |                    |                    | 2019年4月           | G/pit                          | ぐりむの法則               |
| 元カレ殺人事件                                                                | 下城麻菜           | 下城麻菜           | 2019年11月7日-10日  | 劇団癖者                       | 下北沢小劇場               |
| ラクダ                                                                        | 八代将弥a.k.a.SABO | 八代将弥a.k.a.SABO | 2020年3月1日-22日   | G/Pit                          | 16号室                     |
| 沈殿タイ                                                                      | 八代将弥a.k.a.SABO | 八代将弥a.k.a.SABO | 2021年5月1日-23日   | G/Pit                          | 16号室                     |
| FICTION                                                                       | 八代将弥a.k.a.SABO | 八代将弥a.k.a.SABO | 2022年8月6日-7日    | 愛知県芸術劇場 小ホール        | 16号室                     |

| タイトル | 監督     | 公開日        | 役         |
| -------- | -------- | ------------- | ---------- |
| 恋の墓   | 鳴瀬聖人 | 2020年10月3日 | しゅんくん |